# Hybauchenidium
Hybauchenidium es un género de arañas araneomorfas de la familia Linyphiidae. Se encuentra en la zona holártica.

## Lista de especies
Según The World Spider Catalog 12.0:
- Hybauchenidium aquilonare (L. Koch, 1879)
- Hybauchenidium cymbadentatum (Crosby & Bishop, 1935)
- Hybauchenidium ferrumequinum (Grube, 1861)
- Hybauchenidium gibbosum (Sørensen, 1898)